# Тигры Амбазонии
Тигры Амбазонии (англ. Tigers of Ambazonia, фр. Tigres de l'Ambazonie) — повстанческое движение, сражающееся за создание независимого государства Амбазония на территории Камеруна. Согласно официальному сайту, признают власть Временного правительства Амбазонии. Ополчение является частью Совета самообороны Амбазонии. В основном действуют в Манью и Меме.

## История

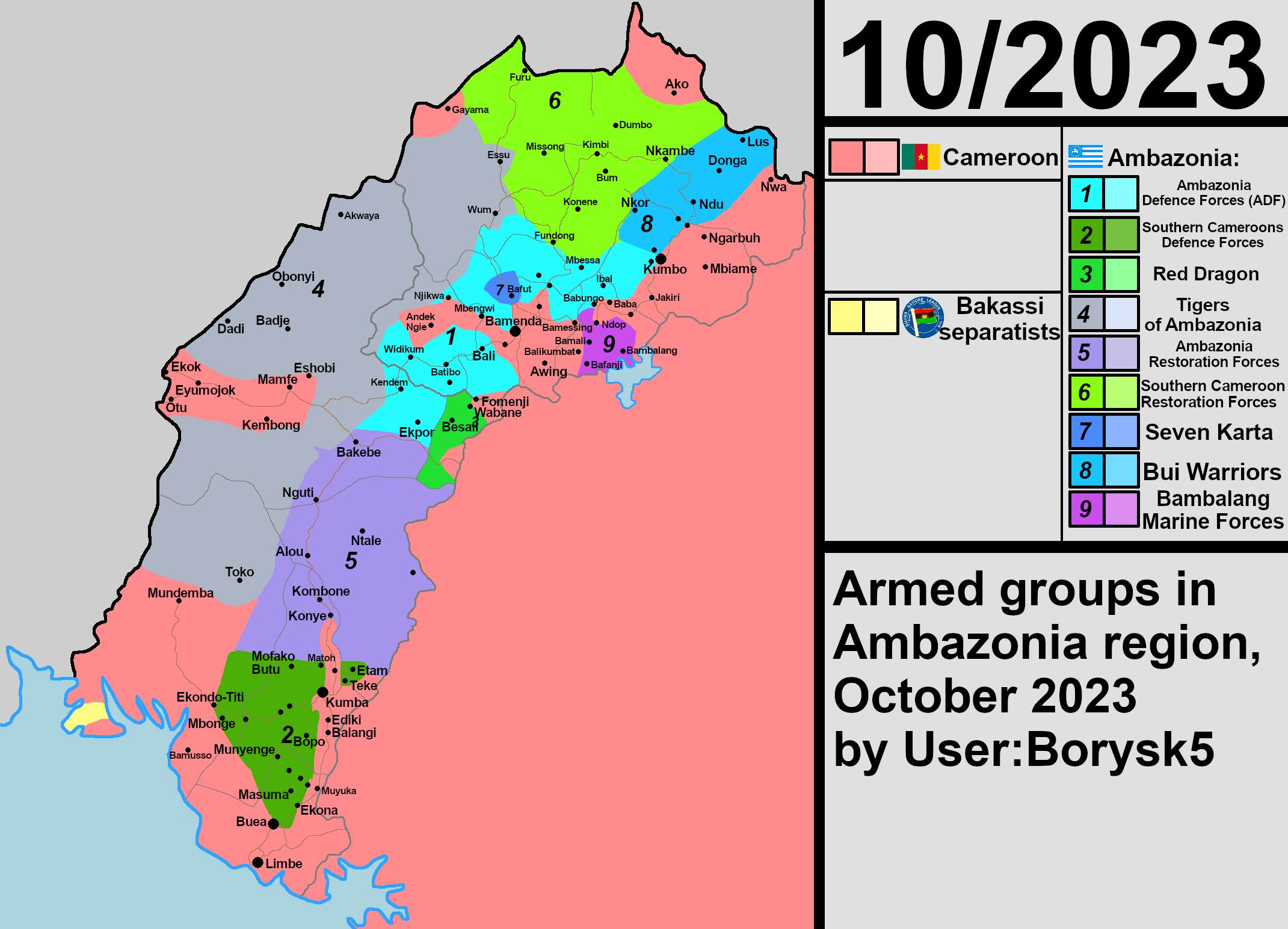
Присутствие боевых группировок в Амбазонии, «Тигры Амбазонии» выделены на карте серым цветом, 2023 год

«Тигры Амбазонии» были созданы осенью 2017 года в Манью, изначально в их составе было от 10 до 30 бойцов. Одна из многих локальных вооружённых групп, созданных в начале гражданской войны, нападающих на военные контрольно-пропускные пункты. По данным просепаратистского издания Bareta News, «Тигры Амбазонии» появились в ответ на убийство Экабе Нионго, местного вождя в Манью, который выразил поддержку сепаратистскому движению. Затем вооруженная группа «Тигров Амазонии» ворвалась на похороны Экабе Нионго, схватила присутствовавшего там камерунского солдата и заставила его осудить действия правительства, после чего повстанцы объявили другого сепаратиста новым местным вождем. 14 января 2018 года камерунские силы безопасности контратаковали в попытке уничтожить «Тигров Амбазонии», но операция провалилась и спровоцировала дальнейший рост местной поддержки повстанцев.
В сентябре 2018 года они взяли на себя ответственность за побег из тюрьмы в Вуме. На тот момент ополчение входило в состав Совета самообороны Амбазонии и утверждало, что под его командованием находилось около 2000 бойцов, хотя это число не может быть подтверждено и, вероятно, является преувеличением. Также сотрудничали с более крупными Силами обороны Амбазонии и Силами обороны Южного Камеруна.
К 2019 году Международная кризисная группа подсчитала, что в составе «Тигров Амбазонии» было около 500 бойцов. К 2020 году Cameroon Intelligence Report заявил, что «Тигры Амбазонии» стали печально известными среди камерунских солдат и контролировали сельские районы вокруг Мамфе. Сообщается, что группа имела множество ячеек в Манью и патрулировала территорию, чтобы предотвратить распространение пандемии COVID-19.
6 ноября 2023 года повстанцы убили не менее 20 мирных жителей в Эгбекаве, недалеко от Мамфе. Информационное агентство Камеруна приписало резню «Тиграм Амбазонии», описав её как месть за то, что местные жители наняли нигерийских наёмников, которые убили одного из членов сепаратистского ополчения.

## Убеждения
«Тигры Амбазонии» придерживаются воинствующего сепаратизма. Кроме того, они в некоторой степени вдохновлены традиционными африканскими религиями: название группы основано на вере в то, что «некоторые из тигров — призраки умерших предков, которые восстали из могилы, чтобы защитить свой народ». Вера в сверхъестественную защиту и влияние, называемая «одеши», распространена среди амбазонийских сепаратистских группировок.